# Урші (Попешть, Вилча)
Урші (рум. Urși) — село у повіті Вилча в Румунії. Входить до складу комуни Попешть.
Село розташоване на відстані 170 км на захід від Бухареста, 25 км на південний захід від Римніку-Вилчі, 77 км на північ від Крайови, 139 км на південний захід від Брашова.

## Населення
За даними перепису населення 2002 року у селі проживали 1023 особи, усі — румуни. Усі жителі села рідною мовою назвали румунську.